# John Hely-Hutchinson, 5to Conde de Donoughmore
John Luke George Hely-Hutchinson (2 de marzo de 1848 — 5 de diciembre de 1900) fue un noble británico.

## Biografía
Donoughmore era, miembro de una de las familias más adineradas de Irlanda. Hijo de Richard Hely-Hutchinson, 4.º conde de Donoughmore, y Thomasina Jocelyn Steele. Sucedió a su padre como Conde de Donoughmore en 1866 a los 18 años y ocupó un escaño en la Cámara de los Lores. Fue educado en el Eton College y en el Balliol College de la Universidad de Oxford. 
Fue Subcomisionada para la Comisión Europea para la Organización de Rumelia Oriental, entre 1878 y 1879, y fue nombrado caballero comendador de la Orden de San Miguel y San Jorge en 1879. Fue también Juez de Paz para el Condado de Waterford y Teniente Diputado del Condado de Tipperary y del Condado de Waterford.
Lord Donoughmore se casó con Frances Isabella Stephens, hija del general William Frazer Stephens, el 19 de mayo de 1874 y tuvo cinco hijos, incluyendo a Richard Hely-Hutchinson, el sexto Conde de Donoughmore.
En 1888, como representante de acreedores británicos, firmó el Contrato Aspíllaga-Donoughmore (conocido como el Contrato Grace) con el Gobierno peruano, representado por el ministro Ántero Aspíllaga. Este contrato establecía que los ferrocarriles y otras propiedades del Gobierno serían administrados por la Peruvian Corporation, empresa británica que se encargaría de liquidar la deuda.
En 1893, participó nuevamente en la Cámara de los Lores a favor del Home Rule para Irlanda.
- Datos: Q6238592
- Multimedia: John Hely-Hutchinson, 5th Earl of Donoughmore / Q6238592